# Dystrykt Kołomyja
Dystrykt Kołomyja (niem. Kreisdistrikt Kolomea) – jednostka administracyjna Cesarstwa Austrii w Królestwie Galicji i Lodomerii w latach 1775–1782, w obrębie cyrkułu halickiego.

## Historia

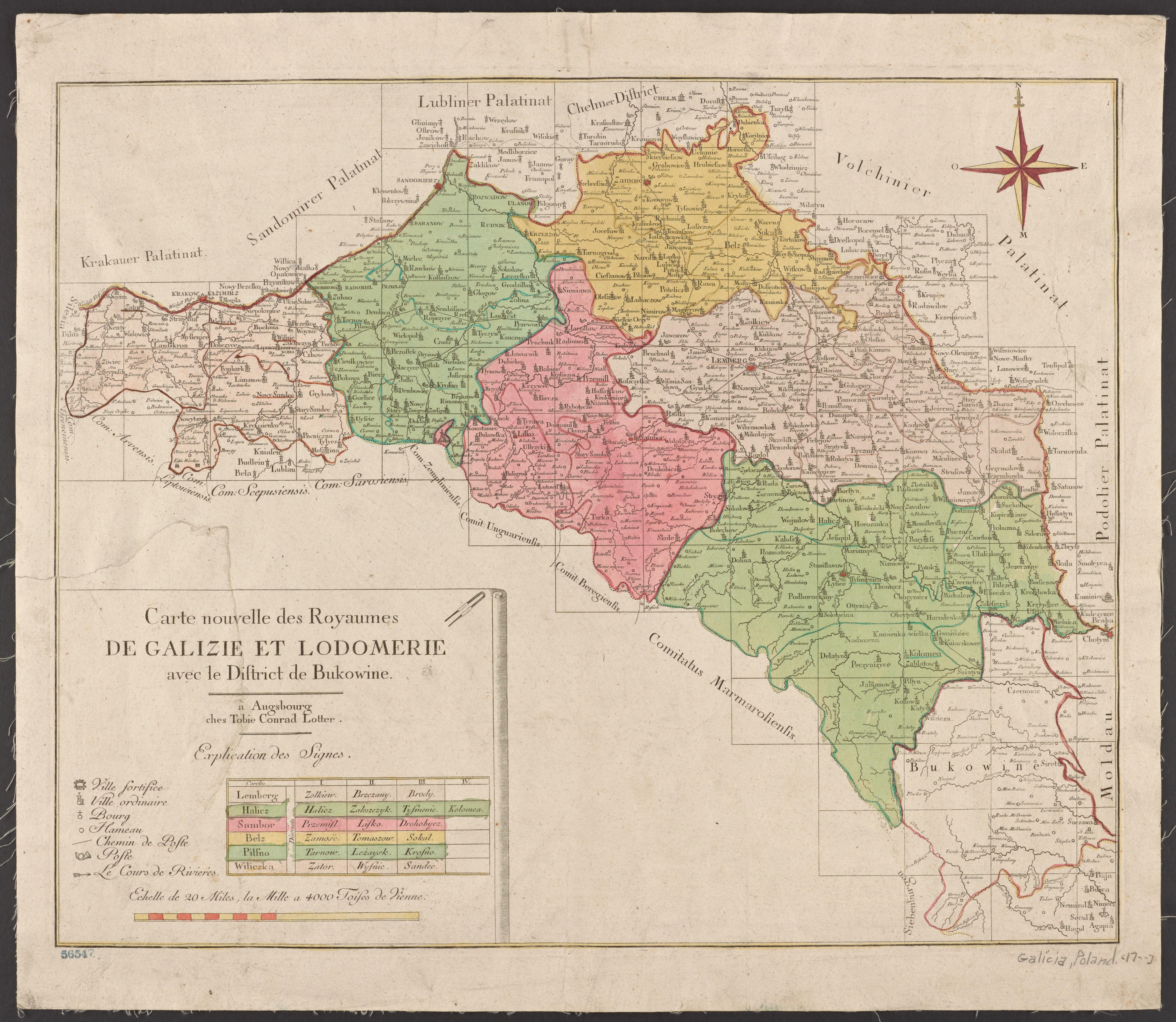
Dystrykt Kołomyja w granicach cyrkułu halickiego (ok. 1780)

Dystrykt Kołomyja z siedzibą w Kołomyi utworzono w 1775 roku na ziemiach polskich zagarniętych przez Austrię podczas I rozbioru.
Od 1773 roku Galicja była pod względem administracyjnym podzielona na sześć cyrkułów, które z kolei byly podzielone na 59 dystryktów. Jednak już na konferencji Kancelarii Nadwornej z 14 marca 1774 stwierdzono, że tak duża liczba dystryktów może być uzasadniona jedynie w sytuacji, kiedy przed naczelnikami stoją liczne i istotne zadania. W związku z tym ustalono ogólną zasadę, że konieczna będzie znaczna redukcja ich liczby. Zgodnie z tym stanowiskiem, 21 czerwca 1774 gubernator przedstawił swoje wnioski dotyczące reorganizacji. W odpowiedzi otrzymał dekret z 3 sierpnia 1774 roku, w którym poinformowano, że cesarzowa Maria Teresa Habsburg wyraziła zasadniczą zgodę na proponowane zmiany – pod warunkiem, że ich wdrożenie nie opóźni prac nad wprowadzeniem systemu podatkowego oraz regulacji urbarialnej. W kolejnym memoriale z 11 października 1774 gubernator przedstawił szczegółowy plan reorganizacji, który został zatwierdzony rezolucją Kancelarii Nadwornej z 14 marca 1775.
W efekcie tych działań liczba dystryktów w cyrkule halickim została zredukowana z trzynastu do czterech. Jednym z nich był dystrykt Kołomyja, który utworzono z dotychczasowych dystryktów Delatyn, Nadwórna i Utoropy.
Siedzibą dystryktu została Kołomyja. Do dystryktu należały miasta: Delatyn, Jabłonów, Kamionka Wielka, Kołomyja, Kosów, Kuty, Nadwórna, Peczeniżyn, Pistyń i Zabłotów. Część z nich została w kolejnych latach sklasyfikowana jako miasteczka.
22 marca 1782 ogłoszono patent, na mocy którego dystrykty Kołomyja i Tyśmienica połączono w jeden dystrykt – Stanisławów.